# Riggs Peak
Riggs Peak (in lingua bulgara: връх Ригс, Vrah Rigs) è un picco roccioso alto 1690 m, che fa parte dell'Imeon Range, la catena montuosa antartica che occupa quasi interamente l'Isola Smith, nelle Isole Shetland Meridionali, in Antartide.

## Localizzazione
Riggs Peak è localizzato alle coordinate 63°02′08″S 62°36′50″W; è situato 2,38 km a sudovest di Neofit Peak, 5,4 km a sudovest del Monte Foster e 8,6 km a nordest di Capo James. Sovrasta il Ghiacciaio Letnitsa a sud e il Ghiacciaio Gramada a est.
Mappatura preliminare bulgara nel 2009.

## Denominazione
La denominazione è stata assegnata dalla Commissione bulgara per i toponimi antartici in onore del missionario e linguista americano Elias Riggs (1810–1901), che diede un notevole contributo al Risveglio nazionale in Bulgaria e organizzò la prima traduzione (ad opera di Neofit Rilski) in lingua bulgara moderna della Bibbia, di cui curò la stampa e la diffusione.

## Mappe
- Chart of South Shetland including Coronation Island, &c. from the exploration of the sloop Dove in the years 1821 and 1822 by George Powell Commander of the same. Scale ca. 1:200000. London: Laurie, 1822.
- L.L. Ivanov. Antarctica: Livingston Island and Greenwich, Robert, Snow and Smith Islands. Scale 1:120000 topographic map. Troyan: Manfred Wörner Foundation, 2010. ISBN 978-954-92032-9-5 (First edition 2009. ISBN 978-954-92032-6-4)
- South Shetland Islands: Smith and Low Islands. Scale 1:150000 topographic map No. 13677. British Antarctic Survey, 2009.
- Antarctic Digital Database (ADD). Scale 1:250000 topographic map of Antarctica. Scientific Committee on Antarctic Research (SCAR). Since 1993, regularly upgraded and updated.
- L.L. Ivanov. Antarctica: Livingston Island and Smith Island. Scale 1:100000 topographic map. Manfred Wörner Foundation, 2017. ISBN 978-619-90008-3-0